# Porcellanopagurus tridentatus
Porcellanopagurus tridentatus is een tienpotigensoort uit de familie van de Paguridae. De wetenschappelijke naam van de soort is voor het eerst geldig gepubliceerd in 1900 door Whitelegge.